# بارنتون
بارنتون (به فرانسوی: Barenton) یک کمون (فرانسه) در فرانسه است که در canton of Barenton واقع شده‌است. بارنتون ۳۴٫۸۸ کیلومتر مربع مساحت دارد.